# Zoofag

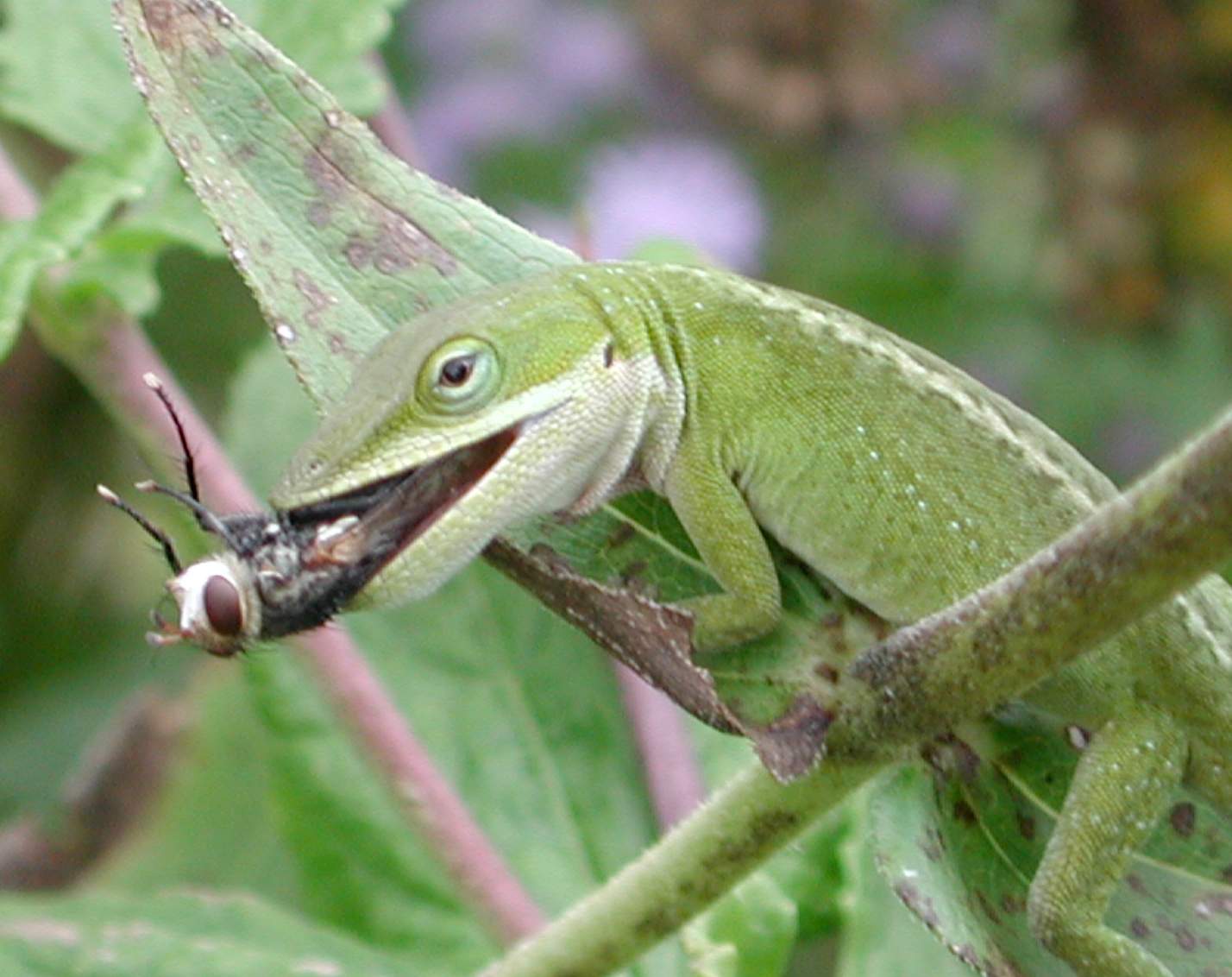
Anolis zielony (Anolis carolinensis) żywi się owadami

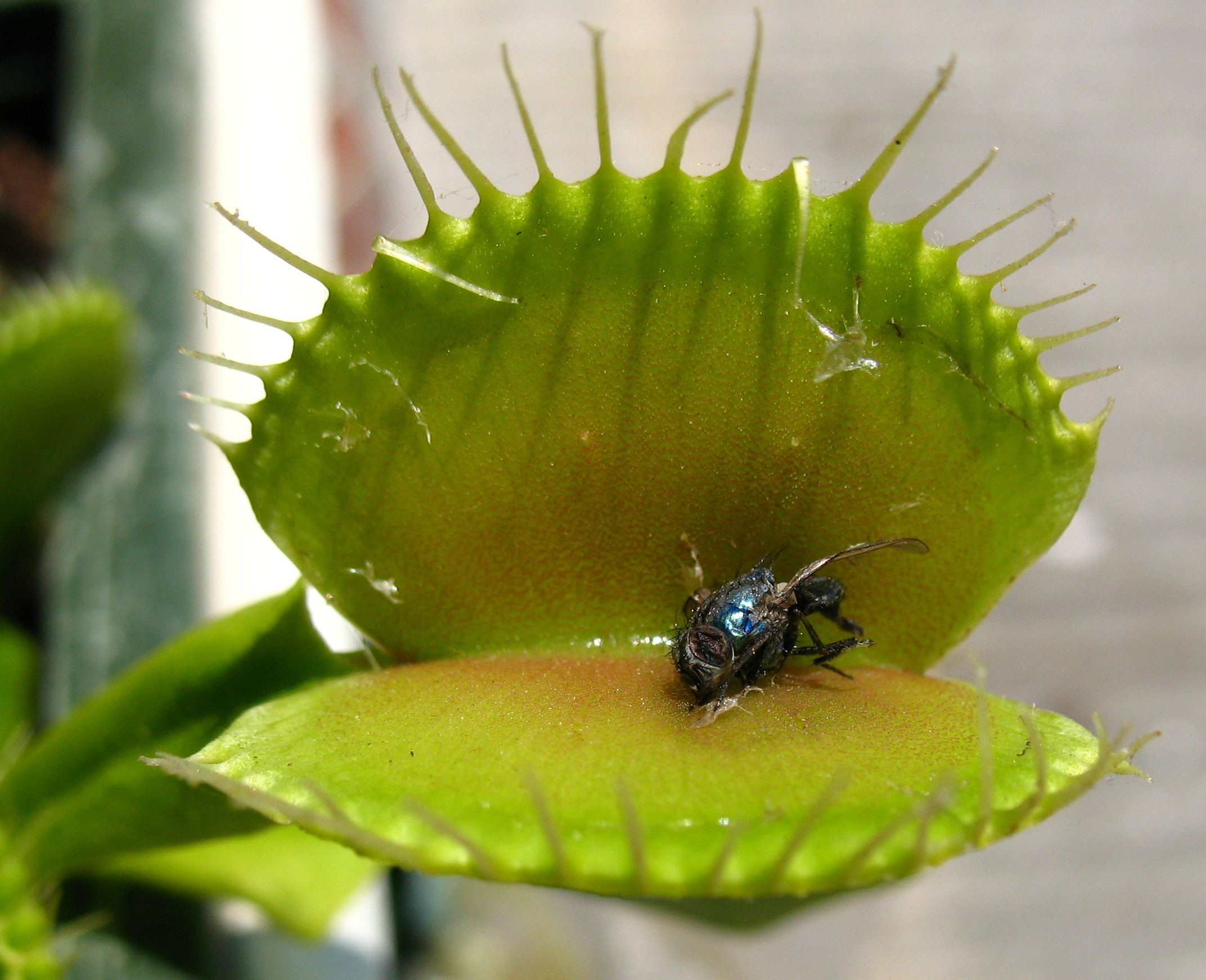
Muchołówka amerykańska odżywia się pokarmem zwierzęcym

Zoofag, mięsożerca – gatunek zwierzęcia lub rośliny odżywiający się żywymi lub martwymi tkankami zwierzęcymi. Wśród zoofagów wyróżnia się drapieżniki, padlinożerców oraz pasożyty.
Zoofagia (z gr. zōon – zwierzę, phageín – jeść) albo mięsożerność to sposób odżywiania zwierząt lub roślin.